# یواس‌اس لس‌آنجلس (اس‌اس‌ان-۶۸۸)
یواس‌اس لس‌آنجلس (اس‌اس‌ان-۶۸۸) (به انگلیسی: USS Los Angeles (SSN-688)) یک زیردریایی است که طول آن ۱۱۰٫۳ متر (۳۶۱ فوت ۱۱ اینچ) می‌باشد. این زیردریایی در سال ۱۹۷۴ ساخته شد.